# Haza
Haza è un comune spagnolo di 27 abitanti situato nella comunità autonoma di Castiglia e León.